# Cratere Fontana (Luna)
Fontana è un cratere lunare di 31,47 km situato nella parte sud-occidentale della faccia visibile della Luna, a sud dell'Oceanus Procellarum. Si trova ad ovest-nordovest del cratere Zupus; a metà fra i due crateri si trova la formazione Rimae Zupus.
Il cratere ha un bordo basso, e il fondo è punteggiato da numerosi crateri minori. L'orlo ha una forma grossomodo circolare, con un rigonfiamento all'estremità settentrionale. C'è una spaccatura nella parte nordorientale del bordo.
Il cratere è dedicato all'astronomo italiano Francesco Fontana.

## Crateri correlati
Alcuni crateri minori situati in prossimità di Fontana sono convenzionalmente identificati, sulle mappe lunari, attraverso una lettera associata al nome.
| Fontana | Coordinate            | Diametro (in km) |
| ------- | --------------------- | ---------------- |
| A       | 15°42′36″S 56°10′12″W | 11,14            |
| B       | 15°33′00″S 56°27′36″W | 8,46             |
| C       | 12°51′36″S 57°11′24″W | 13,45            |
| D       | 17°00′00″S 57°29′24″W | 11,24            |
| E       | 17°36′36″S 57°58′48″W | 13,11            |
| F       | 16°12′36″S 59°57′00″W | 6,64             |
| G       | 15°57′36″S 59°17′24″W | 16,11            |
| H       | 13°59′24″S 58°04′12″W | 8,84             |
| K       | 13°15′36″S 57°27′00″W | 7,12             |
| M       | 17°12′36″S 57°42′36″W | 6,36             |
| W       | 17°15′00″S 58°28′12″W | 7,17             |
| Y       | 16°40′48″S 58°25′48″W | 6,06             |